# Cantó de Suresnes
El cantó de Suresnes és un antic cantó francès del departament dels Alts del Sena, que estava situat al districte de Nanterre. Comptava amb el municipi de Suresnes.
Al 2015 va desaparèixer i el seu territori es va unir al nou cantó de Nanterre-2.

## Municipis
- Suresnes

## Història
| Data d'elecció                           | Identitat        | Partit           | Qualitat |
| ---------------------------------------- | ---------------- | ---------------- | -------- |
| 1967-1988                                | Robert Pontillon | SFIO, després PS |          |
| 1988-1993                                | Christian Dupuy  | RPR              |          |
| 1993-1998                                | Jean-Luc Delin   | RPR              |          |
| 1998-                                    | Christian Dupuy  | RPR, després UMP |          |
| les dades anteriors no són pas conegudes |                  |                  |          |
|                                          |                  |                  |          |

## Demografia
| A partir de 1990: Població sense dobles comptes |